# Cerianthula carlgreni
Espèce
Cerianthula carlgreni est une espèce de cnidaires de la famille des Botrucnidiferidae.

## Systématique
Le nom valide complet (avec auteur) de ce taxon est Cerianthula carlgreni Calabresi (en), 1927.